# Eulithis insulicola
Eulithis insulicola là một loài bướm đêm trong họ Geometridae.